# Pakeha insignita
Pakeha insignita är en spindelart som beskrevs av Forster och Wilton 1973. Pakeha insignita ingår i släktet Pakeha och familjen mörkerspindlar. Inga underarter finns listade i Catalogue of Life.